# 巡洋巡防舰

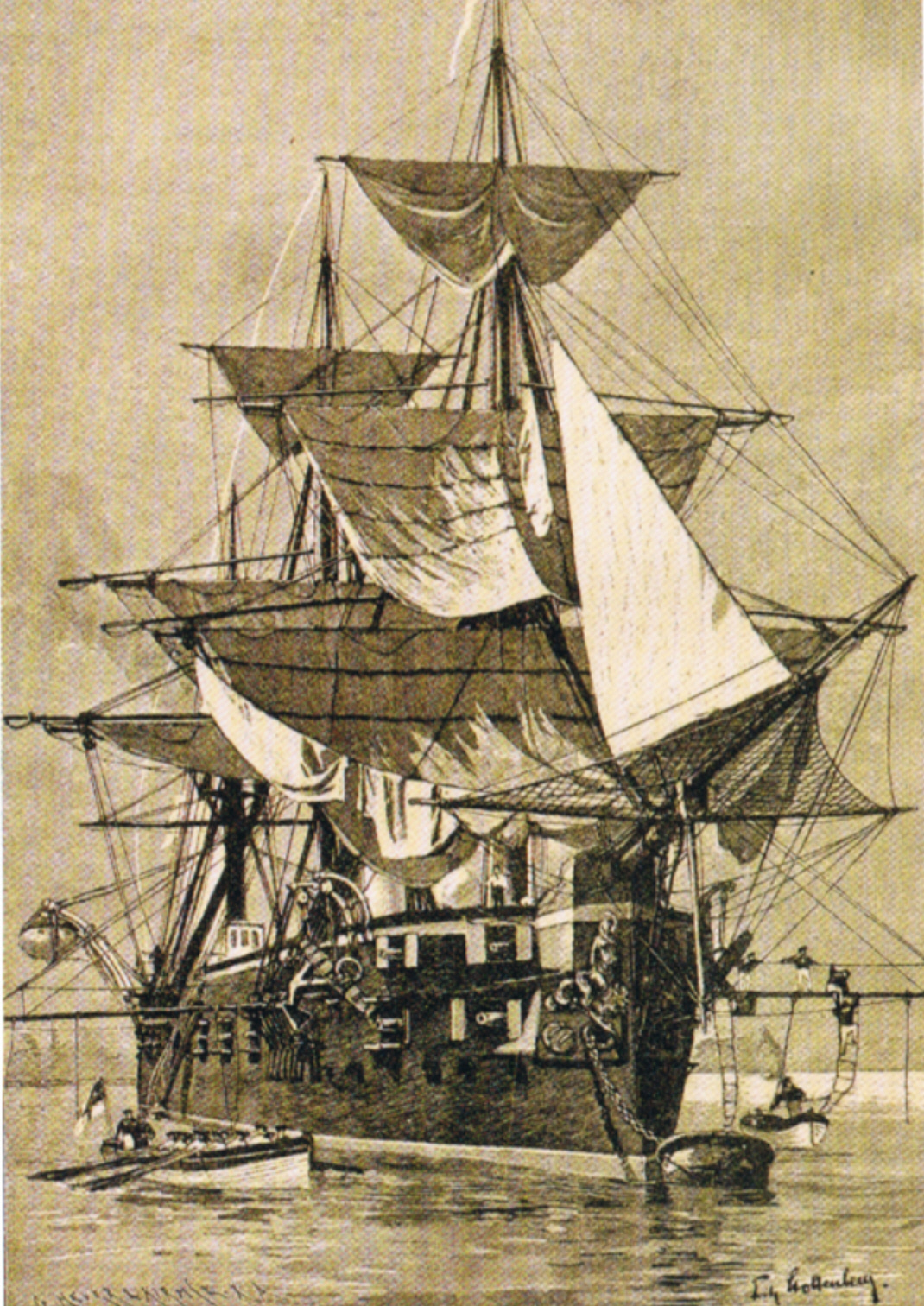
莱比锡号巡洋巡防舰

巡洋巡防舰（德語：Kreuzerfregatte）是德意志帝国海军于1884年至1893年间对带有额外蒸汽推进装置的盖甲板护卫舰所使用的正式类别，定位介乎于较小的巡洋护卫舰和较大的铁甲舰之间。
总体而言，这些舰只与螺杆巡防舰十分类似。其排水量介乎于2500至4600吨之间，具体取决于船级。它们均为全帆装船，蒸汽机通过螺杆传动，并在进行重分类时还装备了箍炮。只是公認十九世紀末是海軍大發展的時代，故这些舰只在1880年代就已完全过时，而後來就單單用作训练船或使团用途。
从技术上看，德国的巡洋巡防舰并不是一种新的船舶类别。唯一作为巡洋巡防舰下水的舰只是夏洛特号，尽管它在1885年仍是以盖甲板护卫舰的名义设计。至1893年，当帝国海军放弃巡洋巡防舰和巡洋护卫舰类别，转而改称“巡洋舰”时，已无同类舰只在舰队中服役。

## 舰只列表
- 阿科纳级（1858年）：阿科纳号、瞪羚号、菲内塔号、赫塔号、伊丽莎白号
- 莱比锡级（1875年）：莱比锡号、阿达尔贝特亲王号
- 俾斯麦级（1877年）：俾斯麦号、布吕歇尔号、格奈森瑙号、毛奇号、施泰因号、施托施号
- 夏洛特号（1885年）